# The Crunch Bird

The Crunch Bird est un film d'animation indépendant américain réalisé par Joe Petrovich et Ted Petok, sorti en 1971.
Il a remporté l'Oscar du meilleur court métrage d'animation en 1971,.
Les animations sont de Joe Petrovich et les voix de Len Maxwell.
Le film a fait l'objet d'une suite, Crunch Bird II en 1973.

## Fiche technique
- Réalisation : Joe Petrovich et Ted Petok
- Montage : Helen Carey
- Durée : 2 minutes
- Distribution : Regency Films

## Distribution
- Len Maxwell : le mari / la femme / le vendeur

## Distinctions
- 1971 : Oscar du meilleur court métrage d'animation